# Psychotria rufipes
Psychotria rufipes är en måreväxtart som beskrevs av Joseph Dalton Hooker. Psychotria rufipes ingår i släktet Psychotria och familjen måreväxter. Inga underarter finns listade i Catalogue of Life.